# Raimund Haberl
Raimund Haberl (29 de agosto de 1949) es un deportista austríaco que compitió en remo. Ganó seis medallas en el Campeonato Mundial de Remo entre los años 1975 y 1985.

## Palmarés internacional
| Campeonato Mundial | Campeonato Mundial       | Campeonato Mundial | Campeonato Mundial      |
| Año                | Lugar                    | Medalla            | Prueba                  |
| ------------------ | ------------------------ | ------------------ | ----------------------- |
| 1975               | Nottingham (Reino Unido) | Medalla de plata   | Scull individual ligero |
| 1976               | Villach (Austria)        | Medalla de oro     | Scull individual ligero |
| 1979               | Bled (Yugoslavia)        | Medalla de bronce  | Scull individual ligero |
| 1981               | Múnich (RFA)             | Medalla de plata   | Scull individual ligero |
| 1982               | Lucerna (Suiza)          | Medalla de oro     | Scull individual ligero |
| 1985               | Malinas (Bélgica)        | Medalla de plata   | Scull individual ligero |